# Parvomyces merophysiae
Parvomyces merophysiae är en svampart som beskrevs av Santam. 1995. Parvomyces merophysiae ingår i släktet Parvomyces och familjen Laboulbeniaceae.   Inga underarter finns listade i Catalogue of Life.